# Prevenção quaternária
Prevenção quaternária é o conjunto de ações que visam evitar danos associada às intervenções médicas e de outros profissionais da saúde como excesso de medicação ou cirurgias desnecessárias (iatrogenias). Assim, quando o tratamento for considerado pior que a doença, deve-se buscar uma alternativa a esse tratamento.
A prevenção quaternária deve prevalecer em qualquer outra opção preventiva, diagnóstico e terapêutica, segundo o princípio hipocrático: primun non nocere (em primeiro lugar, não prejudicar [o paciente]).

## Conceito
Ideia principal: evitar o sobrediagnóstico e o sobretratamento dos pacientes.
Objectivo: diminuir a incidência da iatrogenia.
Aplicação: durante todo o episódio de prestação de cuidados (período pré-clínico e clínico).
A Prevenção Quaternária define-se como o conjunto de ações que se desenvolvem visando a «identificação de pacientes em risco de sobremedicalização, com o fim de os proteger de novas intervenções médicas inapropriadas e de lhes sugerir alternativas eticamente aceitáveis». Conceito cunhado pelo Clínico Geral/Médico de Família belga Marc Jamoulle e recolhido no Dicionário de Medicina General e Familiar da WONCA.
Praticar a prevenção quaternária significa dizer “não” a muitas propostas francamente inaceitáveis, e oferecer alternativas prudentes e científicas (a ética da negação, e a ética da partilha da ignorância). Fazer prevenção quaternária é trocar o medo explorado pela malícia em saúde pelo bem estar de saber que o importante é a qualidade de vida.
A prevenção quaternária não intenta eliminar, mas apenas temperar a medicalização da vida diária, pois uma parte dessa medicalização é estranha ao acto médico e possui profundas razões sociais, culturais e psicológicas. A prevenção quaternária trata apenas de evitar ou atenuar os aspectos médicos da medicalização da vida diária.
Fazer prevenção quaternária na consulta significa cumprir o objectivo científico da Medicina, que busca “a máxima qualidade com a mínima quantidade, de uma forma tão próxima do paciente quanto possível”.
"Mais vale prevenir que remediar (curar) — quando prevenir faz menos mal do que curar". Evitar as actividades curativas e preventivas desnecessárias é fazer prevenção quaternária. Dever-se-á introduzir a prevenção quaternária em todos os encontros médico-paciente, para evitar/limitar os danos causados pela própria actividade do sistema de saúde. Fazê-lo é reerguer o velho principio primum non nocere.

## Outros níveis de prevenção
| Formas de prevenção        | Formas de prevenção | Formas de prevenção | Ponto de vista do médico                          | Ponto de vista do médico                       |
| Formas de prevenção        | Formas de prevenção | Formas de prevenção | Doença                                            |                                                |
| Formas de prevenção        | Formas de prevenção | Formas de prevenção | ausência                                          | presença                                       |
| Ponto de vista do paciente | Sintomas            | ausência            | Prevenção primária (sem sintomas sem doença)      | Prevenção secundária (sem sintomas com doença) |
| Ponto de vista do paciente | Sintomas            | presença            | 'Prevenção quaternária' (com sintomas sem doença) | Prevenção terciária (com sintomas com doença)  |

- Primordial: Estreitamente associada às doenças crónico-degenerativas, visa evitar a emergência e o estabelecimento de estilos de vida que se sabem contribuir para um risco acrescido de doença
- Primária: Evitar a doença em pessoas saudáveis
- Secundária: Diagnosticar antes que apareçam sinais, sintomas e complicações
- Terciária: Reabilitar, reduzir os prejuízos, evitar doenças secundárias
- Quaternária: Evitar diagnósticos, exames e tratamentos desnecessários
- Quinquenária: Evitar que o cuidador adoeça

## Meio
1. Medicina Baseada na Narrativa
O meio mais forte de alcançar isso é ouvir melhor nossos pacientes. Isto é o que foi chamado de Medicina Baseada na Narrativa, que significa adaptar o medicalmente possível ao individualmente necessário e desejado. O que precisamos é de uma relação forte e sustentável com nossos pacientes e sua confiança em nossa honestidade e conhecimento específico.
2. Medicina Baseada em Evidências
O outro meio importante é o que chamamos de Medicina Baseada em Evidências. O conhecimento dos valores prováveis preditivos de exames de diagnóstico e as probabilidades do tamanho dos efeitos benéficos e nocivos da terapia e medidas preventivas nos dão a oportunidade de deixar de lado muitos procedimentos inúteis.

## Tipos de intervenções
Os profissionais de saúde devem estar conscientes das consequências das suas decisões, e incluir intervencões de prevenção quaternária na sua prática diária com cada paciente.
- Prevenir efeito cascata:
  - Prevenir a cascata diagnóstica
  - Prevenir a cascata terapêutica

- Prevenir a promoção de doenças
- Prevenir a medicalização

## Actividades
- Não confundir factor de risco com doença,[11][12]
- Evitar exames de rotina (“check –up”) ou exames complementares desnecessários,[13][14]
- Evitar o intervencionismo tecnológico na saúde.
- Evitar o sobrediagnóstico da escoliose (denominado escuoliosis — “escolaliose” — em espanhol).
- Evitar o tratamento farmacológico da hipercolesterolémia em prevenção primária.[15]
- Evitar o tratamento hormonal de substituição durante a menopausa.
- Evitar o uso de antibióticos indiscriminadamente (muitas vezes desnecessário, com o consequente aumento não justificado das resistências bacterianas).
- Evitar o diagnóstico genético desnecessário (por exemplo: a promoção do rastreio da hemocromatose, de duvidoso valor científico, mas com indubitável efeito na medicalização da sociedade).[16]
- Evitar o sobrediagnóstico e sobretratamento da perturbação de hiperactividade com défice da atenção (PHDA).[17]
- Elaborar protocolos diagnostico-terapêuticos validados que se mostrem eficazes na prevenção da lesão renal na minoría de pacientes con ectasia piélica “complicada”, e evitar os excessos de intervenção na maioria dos pacientes con ectasia piélica “simples”.[18]